# Mistrzostwa Świata w Piłce Nożnej 2022 (eliminacje strefy CAF)/Grupa J
Grupa J jest jedną z dziesięciu grup eliminacji drugiej rundy do Mistrzostw Świata 2022. Składa się z czterech niżej wymienionych reprezentacji:
- Demokratyczna Republika Konga
- Benin
- Madagaskar
- Tanzania

Każda drużyna rozegra z każdą dwa mecze (u siebie i na wyjeździe). Mecze rozpoczną się we wrześniu 2021. Drużyna z pierwszego miejsca awansuje do trzeciej rundy.

## Tabela
| Lp. | Drużyna                       | M | Mecze | Mecze | Mecze | Bramki | Bramki | Bramki | Pkt |
| Lp. | Drużyna                       | M | W     | R     | P     | +      | −      | +/−    | Pkt |
| --- | ----------------------------- | - | ----- | ----- | ----- | ------ | ------ | ------ | --- |
| 1.  | Demokratyczna Republika Konga | 6 | 3     | 2     | 1     | 9      | 3      | +6     | 11  |
| 2.  | Benin                         | 6 | 3     | 1     | 2     | 5      | 4      | +1     | 10  |
| 3.  | Tanzania                      | 6 | 2     | 2     | 2     | 6      | 8      | −2     | 8   |
| 4.  | Madagaskar                    | 6 | 1     | 1     | 4     | 4      | 9      | −5     | 4   |

## Wyniki
| 2 września 2021 15:00 CEST | Demokratyczna Republika Konga · Mbokani 23' | 1:1(1:1)Raport | Tanzania · 36' Msuva | Stade TP Mazembe, Lubumbashi Sędzia: Kalilou Ibrahim Traore |
|                            |                                             |                |                      |                                                             |

| 2 września 2021 18:00 CEST | Madagaskar | 0:1(0:1)Raport | Benin · 22' Mounié | Stade Municipal de Mahamasina, Antananarywa Sędzia: Brighton Chimene |
|                            |            |                |                    |                                                                      |

| 6 września 2021 15:00 CEST | Benin · Adéoti 33' | 1:1(1:1)Raport | Demokratyczna Republika Konga · 11' Mbokani | Stade de l’Amitié, Kotonu Sędzia: Jean Ouattara |
|                            |                    |                |                                             |                                                 |

| 7 września 2021 21:00 CEST | Tanzania · Nyoni 2' (k.) · Dismas 26' · Salum 53' | 3:2(2:2)Raport | Madagaskar · 36' Rakotoharimalala · 45+2' Fontaine | Benjamin Mkapa National Stadium, Dar es Salaam Sędzia: Mashood Ssali |
|                            |                                                   |                |                                                    |                                                                      |

| 7 października 2021 15:00 CEST | Demokratyczna Republika Konga · Akolo 35' · Mbokani 78' (k.) | 2:0(1:0)Raport | Madagaskar | Stade des Martyrs, Kinszasa Sędzia: Antonio Caluassi Dungula |
|                                |                                                              |                |            |                                                              |

| 7 października 2021 15:00 CEST | Tanzania | 0:1(0:0)Raport | Benin · 72' Mounié | Benjamin Mkapa National Stadium, Dar es Salaam Sędzia: Celso Alvação |
|                                |          |                |                    |                                                                      |

| 10 października 2021 15:00 CEST | Benin | 0:1(0:1)Raport | Tanzania · 6' Msuva | Stade de l’Amitié, Kotonu Sędzia: Omar Abdulkadir Artan |
|                                 |       |                |                     |                                                         |

| 10 października 2021 18:00 CEST | Madagaskar · Rakotoharimalala 1' | 1:0(1:0)Raport | Demokratyczna Republika Konga | Stade Municipal de Mahamasina, Antananarywa Sędzia: Patrice Milazare |
|                                 |                                  |                |                               |                                                                      |

| 11 listopada 2021 14:00 CET | Tanzania | 0:3(0:1)Raport | Demokratyczna Republika Konga · 6' Kakuta · 66' Fasika · 85' Malango | Benjamin Mkapa National Stadium, Dar es Salaam Sędzia: Bernard Camille |
|                             |          |                |                                                                      |                                                                        |

| 11 listopada 2021 17:00 CET | Benin · Dossou 43' · Mounié 79' | 2:0(1:0)Raport | Madagaskar | Stade de l’Amitié, Kotonu Sędzia: Bakary Gassama |
|                             |                                 |                |            |                                                  |

| 14 listopada 2021 14:00 CET | Demokratyczna Republika Konga · Mbokani 10' (k.) · Malango 74' | 2:0(1:0)Raport | Benin | Stade des Martyrs, Kinszasa Sędzia: Eric Otogo-Castane |
|                             |                                                                |                |       |                                                        |

| 14 listopada 2021 14:00 CET | Madagaskar · Abdallah 74' | 1:1(0:1)Raport | Tanzania · 25' Msuva | Stade Municipal de Mahamasina, Antananarywa Sędzia: Messie Nkounkou |
|                             |                           |                |                      |                                                                     |

## Strzelcy
4 gole
- Dieumerci Mbokani

3 gole
- Steve Mounié
- Simon Msuva

2 gole
- Ben Malango
- Njiva Rakotoharimalala

1 gol
- Jordan Adéoti
- Jodel Dossou
- Chadrac Akolo
- Nathan Fasika
- Gaël Kakuta
- Hakim Abdallah
- Thomas Fontaine
- Novatus Dismas
- Erasto Nyoni
- Feisal Salum